# Déformation de marée

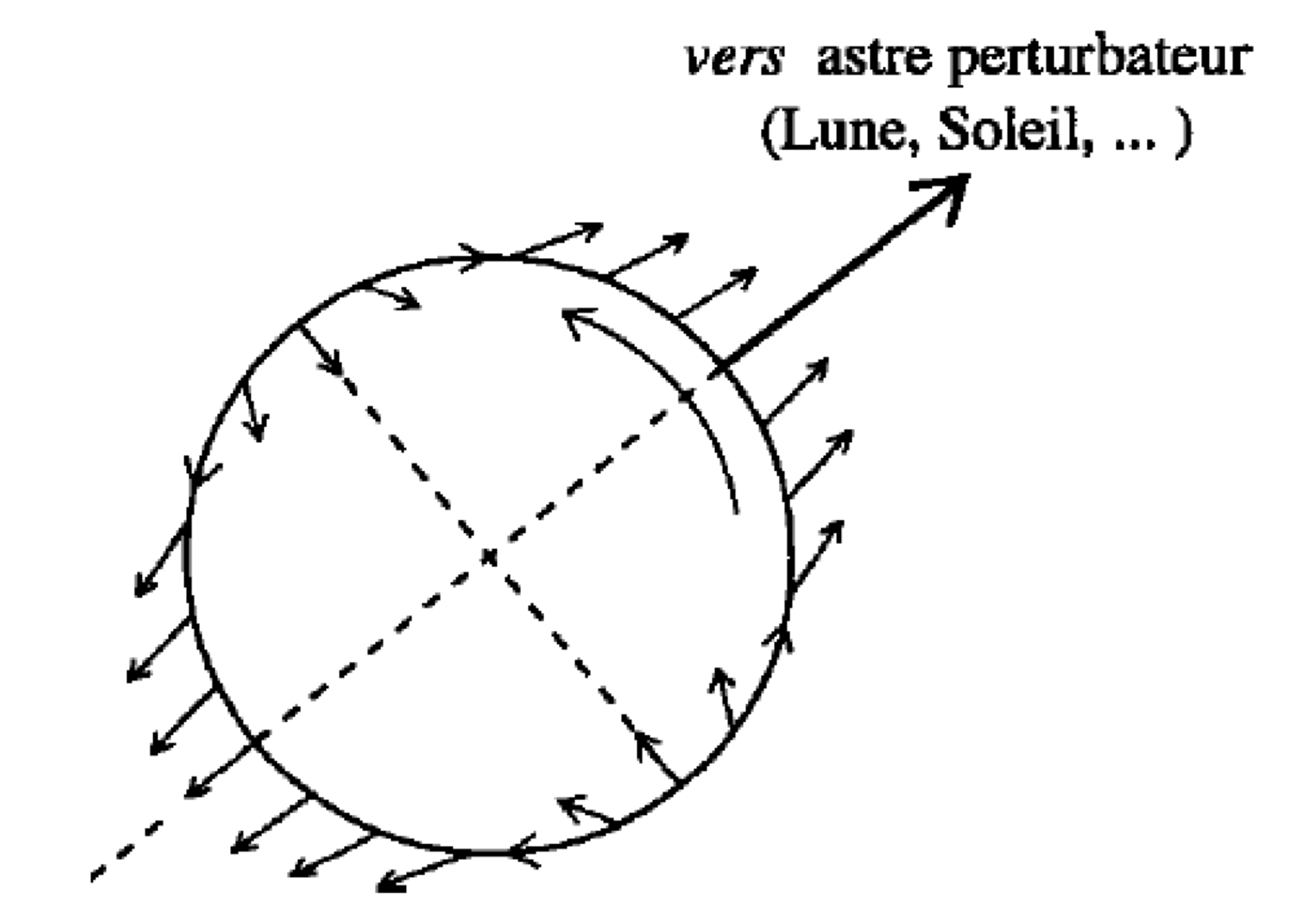
Figure 1. Force de marée à la surface de la Terre. Elle correspond au gradient du potentiel de marée W_{2} défini ci-dessous.

Le phénomène des marées est produit par la rotation de la Terre dans les champs de gravité de la Lune, du Soleil et, à un degré bien moindre, d'autres astres perturbateurs tels que les planètes Vénus et Jupiter. Cette rotation impose des périodicités dans le potentiel gravifique auquel sont soumis tous les points à la surface et à l'intérieur de la Terre. La conséquence la plus immédiatement visible en est constituée par les marées océaniques, mais il existe aussi des mouvements de marée dans la Terre solide (que l'on appelle, de manière assez impropre, les marées terrestres) et dans l'atmosphère (marées atmosphériques). Si la Terre était parfaitement rigide, les positions relatives de ses différents points matériels ne subiraient pas de variation ; il n'y aurait donc pas de mouvements de marée, et donc pas de possibilité de friction et par conséquent pas de freinage de la rotation terrestre dû aux marées. La seule conséquence serait ainsi une variation multipériodique du potentiel gravifique en chaque point : c'est ce qu'on appelle les marées du géoïde. Les amplitudes de celles-ci peuvent être calculées en chaque point et à chaque instant par les lois de la mécanique céleste. Leur connaissance est importante, car c'est à elles qu'on rapporte les mesures des marées de la Terre réelle, qui est déformable.
Les équipotentielles sont déformées en première approximation de manière à constituer des ellipsoïdes centrés sur le centre de masse de la Terre et allongés dans la direction de l'astre perturbateur. En négligeant pour le moment la friction, les surfaces matérielles sont déformées de la même manière, le bourrelet associé à une marée particulière pointant dans la direction de l'astre qui cause cette marée. Le phénomène de marée observé est produit par la rotation de la Terre dans cette « enveloppe déformée ».

## Potentiel de marée

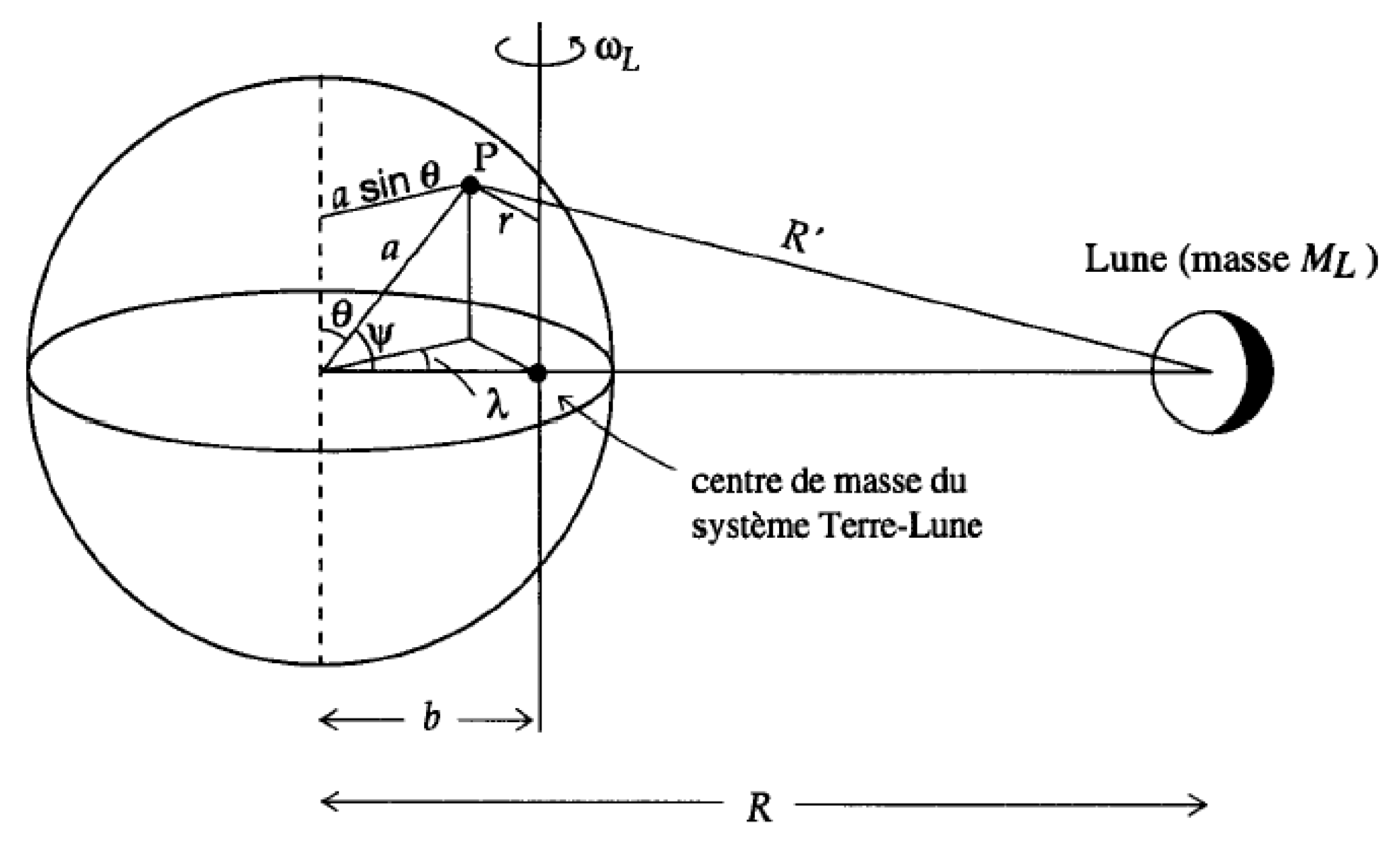
Figure 2. Géométrie pour le calcul du potentiel de marée causé par la Lune (masse) à la distance du centre de masse de la Terre seule et à la distance d'un point arbitraire sur la surface terrestre. L'intersection du plan orbital de la Lune avec la surface de la Terre est représentée par une ellipse. Les coordonnées angulaires de sont l'angle, rapporté à la normale à ce plan, et l'angle, mesuré dans ce plan à partir de la droite qui joint le centre de masse de la Terre au centre de masse de la Lune. La Terre et la Lune orbitent toutes deux autour du centre de gravité du système, qui se trouve à une distance du centre de la Terre. Cette distance est un peu plus petite que le rayon de la Terre, désigné ici par.

Considérons la géométrie de la figure 2 dans laquelle on a représenté la Terre et la Lune orbitant autour de leur centre de masse commun, lequel se trouve à l'intérieur de la Terre à une distance {\displaystyle b} du centre de masse de la Terre seule. Nous simplifierons la théorie comme il est coutume de le faire, en commençant par considérer des marées, ou encore marées d'équilibre. On admet donc que la Terre montre toujours la même face à la Lune, c'est-à-dire qu'elle possède une rotation axiale autant qu'une révolution orbitale à la vitesse angulaire {\displaystyle \omega _{L}}. Ainsi, la figure entière tourne, et le point {\displaystyle P} se trouve à une distance constante de l'axe de rotation.
{\displaystyle M_{L}} étant la masse de la Lune, au point P définissons la fonction scalaire suivante :
La règle des cosinus nous permet d'écrire :
de sorte que
où le symbole {\displaystyle P_{n}} représente un polynôme de Legendre de degré {\displaystyle n}. Rappelons que {\displaystyle P_{0}(\cos {\Psi })=1}, {\displaystyle P_{1}(\cos {\Psi })=\cos {\Psi }}, {\displaystyle P_{2}(\cos {\Psi })={\frac {3}{2}}\cos ^{2}({\Psi })-{\frac {1}{2}}}, etc.
La fonction scalaire {\displaystyle \Psi } peut donc encore s'écrire comme suit :
D'autre part, nous avons : {\displaystyle r^{2}=b^{2}-2ba\sin {\theta }\cos {\lambda }+a^{2}\sin ^{2}{\theta }}.

Puisque {\displaystyle \cos {\Psi }=\sin {\theta }\cos {\lambda }}, il vient : {\displaystyle r^{2}=b^{2}-2ba\cos {\Psi }+a^{2}\sin ^{2}{\theta }}.
La distance {\displaystyle b} est fournie par :
Comme {\displaystyle R\cong 60a} et {\displaystyle M\cong 81M_{L}}, on trouve {\displaystyle b\cong 4700\mathrm {km} }. En ne retenant dans {\displaystyle \Phi } que les termes jusqu'à l'ordre n=2, il vient :
En tenant compte dans cette dernière relation de la troisième loi de Kepler, à savoir
et de l'expression de {\displaystyle b}, nous obtenons :
Les marées qui contribuent le plus au freinage de la rotation terrestre sont les marées semi-diurnes (autrement dit, sectorielles) et surtout la marée M2. Vu la symétrie du phénomène, c'est principalement la composante Est-Ouest de cette marée qui est impliquée dans le freinage.